# Luciliano (general sob Juliano)
Luciliano (em latim: Lucillianus) foi um oficial romano que serviu como conde dos assuntos militares (comes rei militaris) sob o imperador Juliano, o Apóstata (r. 361–363) na expedição imperial contra o Império Sassânida. Nessa expedição, Luciliano foi comandante duma força mista para capturar fortalezas inimigas.
Sob o comando de uma flotilha, dispôs-se diante da fortaleza insular de Anata, no Eufrates, onde, em 12 de abril, os sassânidas renderam-na aos romanos que a incendiaram. No fim de abril, enquanto os romanos tentavam atravessar um canal próximo da fortaleza de Perisapora, o imperador ordenou que Luciliano atacasse a retaguarda persa com 1 500 soldados enquanto o oficial Vitor, sob a cobertura da escuridão, atravessaria o canal e se encontraria com Luciliano.